# ویشگراد
ویشگراد (به مجاری:  Visegrád) یک سکونتگاه مسکونی در مجارستان است که در پشت واقع شده‌است.

## خصوصیات
ویشگراد ۳۳٫۲۷ کیلومترمربع مساحت و ۱٬۸۶۴ نفر جمعیت دارد.

## خواهرخوانده
شهر لانچانو خواهرخواندهٔ ویشگراد هست.

## نگارخانه

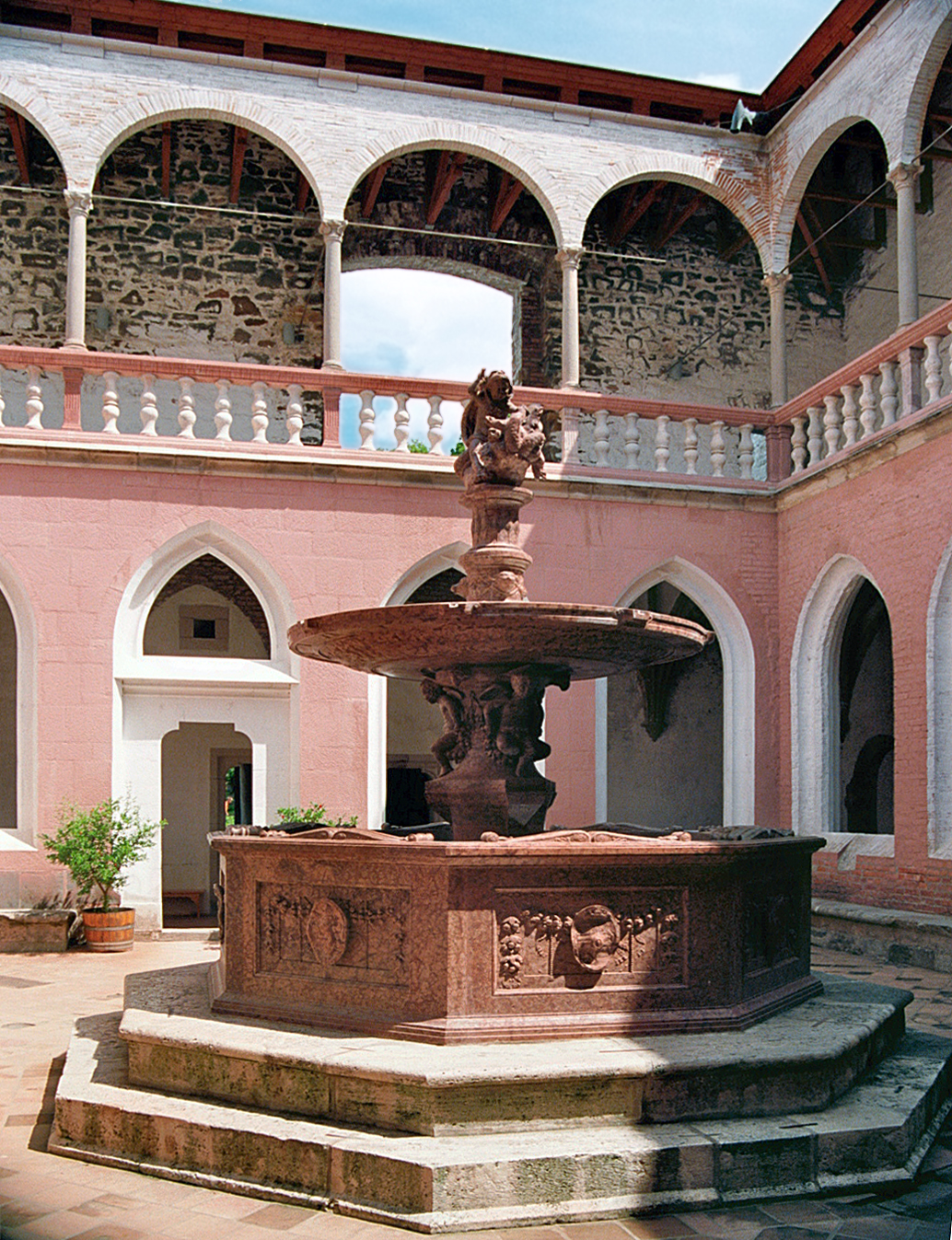
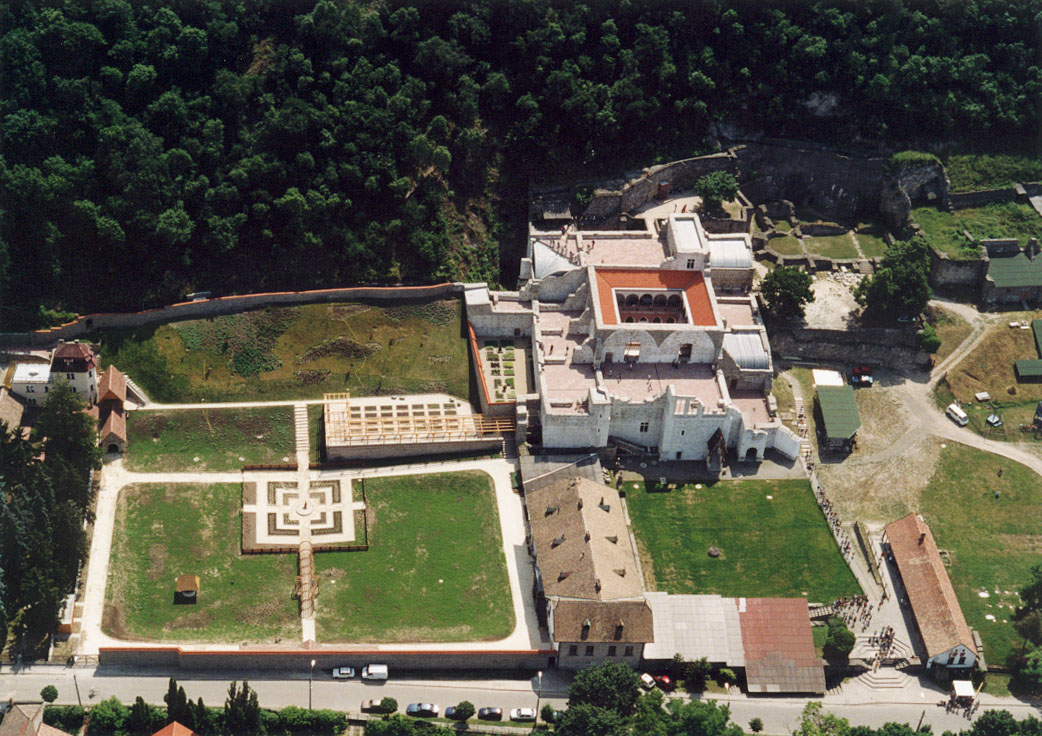
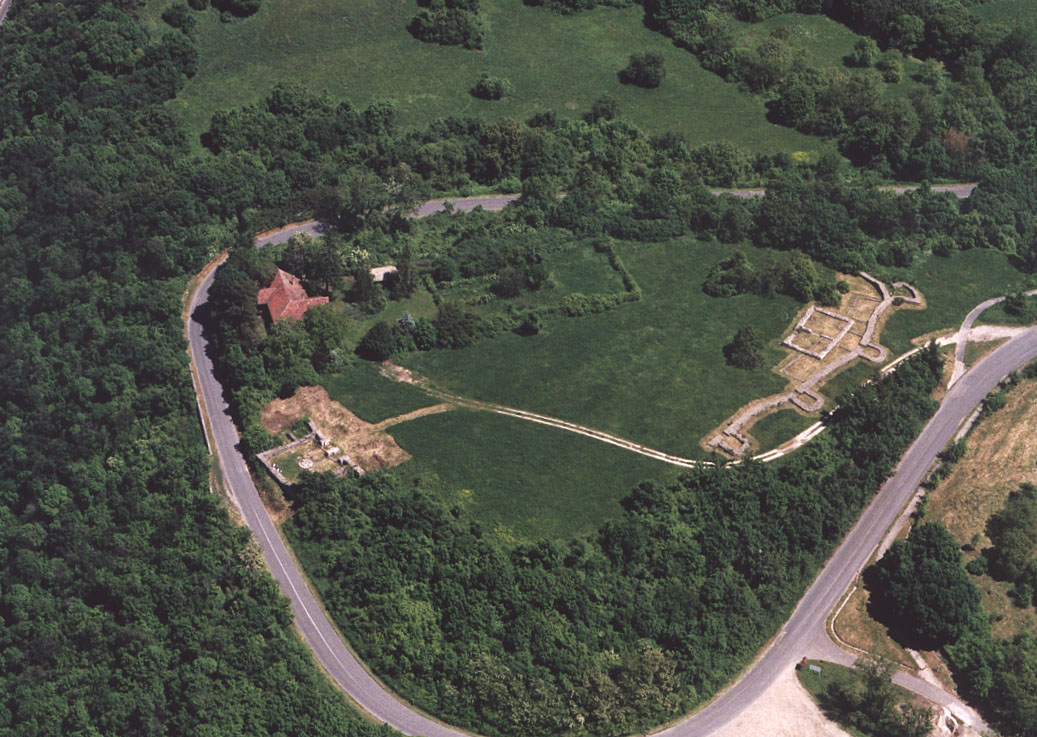